# Macrelmis saltensis
Macrelmis saltensis là một loài bọ cánh cứng trong họ Elmidae. Loài này được Manzo miêu tả khoa học năm 2003.